# Добрила Радосављевић
Добрила Радосављевић Стара (Брусник, 1896 — Рготина, 1943) револуционар, учесник Народноослободилачке борбе и борац Зајечарског партизанског одреда.

## Биографија
Добрила Радосављевић рођена је 1896. године у селу Брусник код Зајечара. Удала се за учитеља из Неготина са којим је имала троје деце, сина Боривоја, рођеног 1922. године, ћерку Веру, рођену 1924. и сина Николу, рођеног 1926.

## Политички рад
Сво троје њене деце били су припадници Народноослободилачког покрета још као ученици гимназије, а Вера и Никола и чланови КПЈ.
Након што јој је 1942. године умро од упале плућа најстарији син, Боривоје, Добрила са Вером и Николом потпуно се предаје раду за народноослободилачки покрет.
Априла 1943. због опасности од хапшења са Вером и Николом долази у Крајински партизански одред, који је у то време имао 50 бораца и представљао добро језгро за прихватање нових и вођење оружано−диверзантских и идејно политичких акција.

## У партизанима
Од постојећег Крајинског и Тимочког партизанског одреда, као и Јастребачке чете 15. јуна 1943. формира се Тимочки батаљон, прва регуларна јединица народноослободилачке војске у Србији. Услед омасовљења, борци Тимочког батаљона подељени су 6. октобра 1943. на два батаљона којим је руководио заједнички штаб под именом Штаб Зајечарског партизанског одреда „Миленко Брковић Црни”.
У одреду је била позната као храбар борац, која је у часовима предаха између маршева и борби прала и крпила рубље и одећу бораца. Није заплакала ни када јој је ћерка Вера ухапшена, мучена и убијена. Питала је само: „Како се држала?” 

## Погибија
Ухваћена је код Рготине, новембра 1943. када су борци Зајечарског партизанског одреда по задатку обезбеђивали превоз својих рањеника, који су били на лечењу и опоравку код сарадника Народноослободилачког покрета на подручју Крајине, и прихват нових бораца.
По повратку са тог десетодневног задатка напали су их Немци и четници који су сазнали да су партизани у том крају. Том приликом је Добрила тешко рањена и заробљена. Одведена је у Бор где је једно време лечена и подвргнута мучењу, али није одала људе НОП у Неготину, Зајечару, Рготини и другим местима.
Обешена је у Рготини 19. децембра 1943.